# Mostorpagölen (Hults socken, Småland)
Mostorpagölen är en sjö i Eksjö kommun i Småland och ingår i Emåns huvudavrinningsområde. Sjön är 4,5 meter djup, har en yta på 0,0699 kvadratkilometer och befinner sig 225 meter över havet. Vid provfiske har abborre och mört fångats i sjön.

## Delavrinningsområde
Mostorpagölen ingår i det delavrinningsområde (638870-146549) som SMHI kallar för Mynnar i Stora Dammen. Medelhöjden är 236 meter över havet och ytan är 5,72 kvadratkilometer. Det finns ett delavrinningsområde uppströms, och räknas det in blir den ackumulerade arean 8,95 kvadratkilometer. Fusebäcken som avvattnar avrinningsområdet har biflödesordning 3, vilket innebär att vattnet flödar genom totalt 3 vattendrag innan det når havet efter 166 kilometer. Delavrinningsområdet består mestadels av skog (88 procent). Avrinningsområdet har 0,16 kvadratkilometer vattenytor vilket ger det en sjöprocent på 2,8 procent.